# 田中正雄 (漫画家)

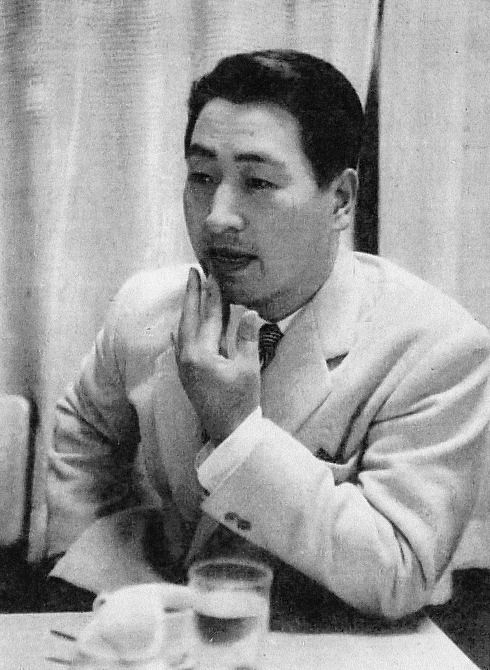
田中正雄

田中 正雄（たなか まさお、1927年2月8日 - 2014年3月25日）は、和歌山県和歌山市出身の漫画家。1947年（昭和22年）に大正日日新聞や『新少年』にマンガを連載したのを皮切りに、『ニャンチャン』『漫画の缶詰』など、多数の作品を発表。また源頼朝や伊藤博文、平清盛など歴史上の人物の伝記漫画など児童漫画の執筆に関わってきた。娘は画家の田中恵子。

## 作品リスト
- 蛸八先生（大正日日新聞 1946年）
- あの世探訪記（日論新聞 1946年）
- 魔法のマント（1946年）
- ニャンチャンの失敗日記（文化社 1947年）
- 不思議な電子玉（文化社  1947年）
- 仲よし倶楽部　元ちゃんの巻（新少年 1947年10月号）
- ニャンチャン（新少年 1947年12月号 - ）
- 不思議な世界（新少年科学ダイジェスト 1948年4月号 - 1949年）
- 怪人博士（文化社 1948年）
- ブーちゃんの宇宙飛行艇（文化社 1948年）
- ブーちゃんの三百年後の冒険（文化社 1948年）
- 大怪奇境の冒険（文化社 1948年）
- 海底博士（むさし書房  1948年）
- 不思議な地底の国（むさし書房  1948年）
- 謎の怪塔（むさし書房  1948年）
- ロビンソン・クルーソー孤島の冒険（原作：デフォー　翻訳：池田宣政　むさし書房　 1948年）
- 耳助漫遊記（睦書房 1948年）
- 謎の怪島（むさし書房 1949年）
- 嵐の中の兄弟・透明飛行艇（河合出版 1949年）
- 科学魔王（扇書房 1949年）
- 金星探検（文化社 1949年）
- 漫画の瓶詰（文化社 1949年）
- 補欠の正ちゃん（野球少年臨時増刊 1950年、　別冊野球少年「熱血痛快読物号」1950年、野球少年 1950年11月号 - 1953年9月号）
- 三百年後の世界（童画社 1951年）
- 三百年後の冒険・金星探検（童画社 1951年）
- あみ笠豆助（太平洋文庫 1951年）
- あきれたエラーくん（少年少女冒険王増刊「漫画王」 1951年）
- きゅうちゃん（少年少女冒険王臨時増刊号 1951年）
- まい子（少女クラブ 1951年2月号）
- きゅうちゃん（漫画王 1952年2月号、7月号）
- にんじゅつ八勇士　青空飛之助（漫画王 1952年10月号付録）
- 槍の三太郎（漫画王 1952年10月号 - 1953年8月号）
- 鉄ちゃん物語（漫画少年 1952年1月号 - 1954年11月号）
- ひばりの小父さん（原作：鹿島孝二 漫画少年 1952年3月号）
- ほがらか健ちゃん（少年 1952年6月号 - 1954年9月号）
- てんてんてく助捕物帳（少年クラブ 1952年10月号）
- こまったサンタクローズ（少女クラブ 1952年12月号）
- とび助のお手柄（おもしろ漫画選集6 太平洋文庫 1952年）
- てんてんまり助愉快道中（おもしろ漫画選集6 太平洋文庫 1952年）
- くうそう坊やの冒険（読物ブック増刊「まんがブック」 1952年）
- とび助のお手柄（こどもブック 1952年1月号）
- てんてんまり助愉快道中（こどもブック 1952年2月号）
- とんとんとび助珍道中（こどもブック 1952年新年増刊号）
- あっぱれ八剣伝「槍助と犬丸の巻」（こどもブック 1952年6月号）
- ちょびの助旅日記（少年画報 1952年10月号）
- トンちゃんのお正月（おもしろブック 1953年1月号）
- わんぱくおしし（少年画報 1953年1月号）
- 七つの幸福（漫画少年 1953年7月号）
- 金ちゃんの手柄話（漫画少年 1953年11月号）
- はりきりピッチャー（漫画少年 1953年11月号）
- 犯人はだれ（漫画少年  1953年12月号
- なげなわ豆吉てがら話（少年クラブ 1953年新年増刊号
- かん太郎てがら話（少年クラブ 1953年夏休み増刊号）
- はりきりトコちゃん（幼年クラブ 1953年10月号）
- ぴんちゃんぽんちゃん（一年ブック 1953年3月号）
- とんちゃんのぼうけん（一年ブック 1953年9月号）
- ぴんちゃんぽんちゃん（二年ブック 1953年4月号 - 1954年3月号）
- よっちゃん（三年ブック 1953年1月号 - 3月号・5月号 - 1954年1月号）
- 四だいのほろ馬車（漫画王 1953年6月号付録）
- ちゃっかり姫（小学生朝日新聞別冊「読みものとまん画」 1953年、 野球少年増刊「痛快ブック」 1953年、譚海 1953年3月号）
- ピストルポニー（漫画王 1953年10月号 - 1954年5月号）
- おもしろ三勇士（おもしろ二年 1953年2月号 - ）
- ころきちくんのおてがら（よいこ三年生 1953年5月号）
- かけっこ（小学一年生 1953年8月号）
- 巨人ブーン（漫画少年 1954年1月号）
- どっこいどこちゃん（漫画王 1954年10月号 - 12月号）
- せきぐち弥太郎（漫画王 1954年12月号付録）
- ダルマくん（少年 1954年8月号 - 1956年11月号、1955年お正月大増刊号、夏休み大増刊号、1956年お正月大増刊号、夏休み大増刊号、1957年お正月大増刊「探偵ブック」、夏休み大増刊号付録「探偵漫画ブック」、秋の大増刊「探偵ブック」 ）
- ダルマ少年  夏休み漫画教室　ぼくの新発明（少年 1954年夏休み増刊号）
- はりきりゆうちゃん（少年クラブ 1954年お正月大増刊号）
- 漂ちゃん（中学生の友 1954年4月号 - 12月号）
- みっちゃん（少女 1954年2月号）
- びっくり劇場（講談社の絵本　1954年）
- とんちゃん（一年ブック 1954年4月号）
- いちにちおかあさん（一年ブック 1954年5月号）
- わなげのとんすけ（一年ブック 1954年7月号）
- うっかりとこちゃん（二年ブック 1954年4月号）
- ちんちんちびの助（二年ブック 1954年7月号）
- ゆかいなこどもたんていだん（二年ブック  1954年12月号）
- だいりき金ちゃん（野球少年増刊「おもしろ相撲ブック」  1954年）
- ぐうちゃんばあちゃん（こどもクラブ 1954年11月号）
- ゆうちゃんのおつかい（小学一年生 1954年1月号）
- きんちゃんものがたり（小学三年生 1954年4月号 - 7月号）
- ちんからちび助（中学生の友 1954年2月号）
- 文明開化の音がする（小学五年の学習 1954年3月号）
- 風雲さつま峠（小学五年の学習 1954年10月号）
- 疾風五十三次（小学六年の学習 1955年4月号）
- 少年探偵団（少年クラブ 1955年11月号付録）
- 西郷どん（少年クラブ 1955年6月号 - 1956年12月号）
- 佐々木小次郎（漫画王 1955年9月号付録）
- 堀部安兵衛（漫画王 1955年12月号付録）
- 中西選手（ぼくら 1955年12月号付録）
- 熱血太郎（少年画報 1955年1月号 - 10月号）
- 小太郎武勇伝（少年画報 1955年4月号付録）
- 四年生の頃（少年 1955年4月号「ぼくらの先生少年時代」）
- 空手の王者タイ国へ行く（原作：日本空手協会少年 1955年5月号）
- りきちゃんはやちゃん（二年の学習 1955年6月号、7月号）
- 疾風五十三次（六年の学習 1955年4月号）
- なげわのちょび助（小学四年生 1955年1月号）
- まあちゃん（こどもクラブ 1955年2月号 - 6月号）
- コウちゃん（婦人倶楽部 1955年）
- ぼくは弥太郎（少年クラブ 1956年正月増刊号）
- ダルマ探偵長（少年 1956年12月号 - 1959年 5月号、1956年秋の増刊「探偵ブック」）
- 熱血三人組（ぼくら 1956年お正月増刊号、 1956年9月増感剛付録「漫画大行進」）
- ライナーくん（ぼくら 1956年1月号 - 1960年1月号）
- ホームランチーム（幼年ブック 1956年5月号付録、6月号付録）
- エイちゃんヤッちゃん（幼年ブック 1956年9月号付録）
- すすめ大ちゃん（幼年ブック 1956年11月号本誌、付録）
- まけるなヤッちゃん（幼年ブック 1956年12月号）
- いそばた伴蔵（漫画王 1956年2月号付録）
- 近藤勇（漫画王 1956年6月号付録、7月号付録）
- 霧隠才蔵（漫画王 1956年10月号付録）
- まめ助のぼうけん（漫画王夏休み増刊幼年王 1956年8月号付録）
- 荒木又右衛門（漫画王 1957年1月号付録）
- 柳生十兵衛（漫画王 1957年4月号付録）
- 猿飛佐助（漫画王 1957年6月号付録）
- 塚原小太郎（漫画王 1957年8月号付録）
- 田宮坊太郎（漫画王 1957年11月号付録）
- まけるなやっちゃん（幼年ブック 1957年1月号）
- あたまのてんべえ（たのしい三年生 1957年1月号 - 1958年3月号）
- 笹野権三郎（漫画王 1958年1月号付録）
- 紫剣四郎（漫画王 1958年3月号付録、4月号 - 8月号）
- 一文字小四郎（漫画王 1958年6月号付録）
- 探偵大ちゃん（少年 1959年6月号 - ）
- エンゼルＺ（冒険王 1959年1月号 - 12月号、 夏休み大増刊「探偵痛快号」）
- スピードハッチ（漫画王 1959年5月号付録 - 1960年12月号）
- 弾丸リッキー（日の丸 1959年9月号 - 1960年4月号付録）
- 黒帯快男児（冒険王 1960年1月号 - 5月号）
- チャンスくん（まんが王 1960年6月号 - 1961年3月号、小学生画報 1961年4月号 - 11月号、まんが王 1961年12月号 - 1962年3月号）
  - 長島選手とチャンスくん（まんが王 1960年夏休み増刊号本誌、付録）
- マーちゃんのぼうけん（たのしい四年生 1960年2月号、3月号）
- まめたん主将（少女ブック 1960年5月号）
- スーパーケンちゃん（たのしい四年生 1961年9月号 - 1962年3月号）
- 1･2の三四ちゃん（たのしい四年生 1962年4月号 - 9月号付録）
- ジャングル・ボーイ（まんが王 1962年新年大増刊）
- ナイスくん（こどもの光 1966年8月号 - 1970年3月号）

出典：田中正雄作品リスト(田中正雄編集)
- コウタロー風雲録（６年の学習 1971年4月号 - 1972年3月号）